# Poly(cyclohexenoxid)
Poly(cyclohexenoxid) ist ein thermoplastischer Polyether. Er wird nicht industriell verwendet, sondern dient in erster Linie als Modellsystem in der Forschung. Intensiv wurde die Copolymerisation mit Kohlenstoffdioxid zur Herstellung eines Polycarbonats (z. B. Poly(cyclohexancarbonat)) untersucht.

## Herstellung
Poly(cyclohexenoxid) kann mit Hilfe verschiedener Katalysatoren in ringöffnender, kationischer Polymerisation aus Cyclohexenoxid hergestellt werden.
Ein Verlauf der Polymerisation wurde über den aktivierten-Kettenenden-Mechanismus und über den aktivierten-Monomer-Mechanismus beobachtet.

## Analytik
Poly(cyclohexenoxid) wurde mit gängigen Methoden der Polymerchemie charakterisiert. Sein Mn beträgt etwa 50.000 bei einer Synthese durch Organoaluminium-Katalysatoren.